# 三教合流

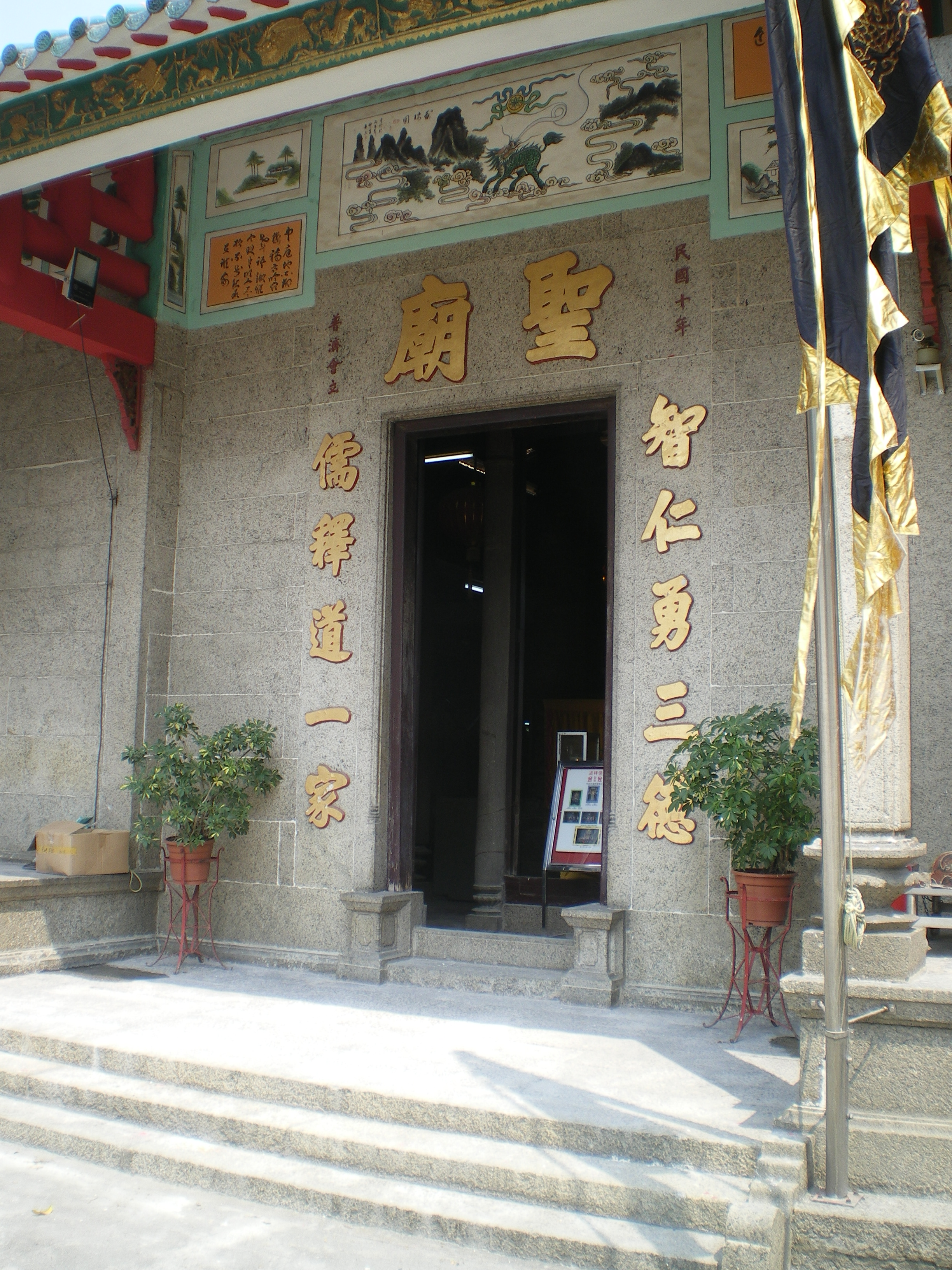
香港三聖廟，同時供奉三教的創始人孔子、釋迦牟尼、老子

明代丁云鹏绘《三教图》（北京故宫博物院藏）

三教合流，又稱儒釋道三教合一，是指中國自宋朝、明朝以來，儒家、佛教與道教三種思想體系相互交融的現象。此種思想融合不僅反映在哲學理論層面，亦深刻影響中國民間信仰的發展，形成具有包容性與多元特質的宗教文化。  
在歷史進程中，三教之間的界線逐漸模糊，許多思想家主張「三教同源」或「三教一理」，試圖調和彼此差異。此種趨勢促使儒、釋、道在教義、儀式及實踐上相互借鑑，例如儒家吸收佛教的心性論，道教融合禪宗的修持方法，而佛教亦接納部分儒家倫理觀念。  
三教合流的影響延伸至民間社會，信徒往往同時尊奉三教神祇或聖賢，形成混合型的信仰模式。此現象體現中國宗教文化的靈活性，並成為東亞文化圈宗教發展的重要特徵之一。學術界普遍認為，三教合流標誌着中國傳統思想進入新的整合階段，對後世宗教與哲學思想產生深遠影響。

## 定義
“三教”的说法在东汉时期就已经出现。“三教合流”的说法据说由南北朝时期的医学家、道教学者陶弘景较先提出。
古代道教的上清派、靈寶派等吸納了佛教許多輪迴、覺悟等思想，正一道運用佛教的真言、咒語、手印行使符籙法術。淨明道除了吸納佛法，更主張忠敬、孝弟有成，即為神仙。
到了唐代的呂洞賓等道士，已經非常地佛教化、禪宗化，他們利用離相、觀空等佛教觀點來充實道教，呂洞賓對《金剛經》研究深入。金代的全真派，全真五祖中王重陽繼承呂洞賓思想，提倡儒、釋、道三教合一，三教同源，勸人讀佛門的《般若心經》、儒教的《孝經》，道家的《道德經》、《清淨經》、《黃庭經》。人人可以求仙學道，七十歲學道也不遲，修道者的真師是自己的元神，類似如來藏學派人人本有佛性之說，如果慈悲清淨，就可立刻頓悟。他吸收佛教禪宗，以打坐為修行方法，視酒色財氣為修道的大敵，主張在玄理上不立文字，最好不由書面上的字義解釋道教玄理，以免受文字束縛。重陽不重視過去道教的符籙、咒語、金丹。修道宗旨，應是清淨（無為）、真功、真行。「真功」就是存神固氣，保持清淨不動心，使身心安定。「真行」就是善行助人，積德，拯難貧苦有難，導人行善。他勸人修道，認為人生易逝，舊業難消，輪回難避，不修道則下地獄，萬劫不復，出家修道則可脫離欲海，消盡業障，超脫輪迴而成仙。
在宋明以後，佛道混同的情況非常顯著，道教吸納了許多菩薩，觀音菩薩改尊稱為慈航天尊，摩利支菩薩被道教尊稱為斗姆元君等。應該屬於道教的紫微大帝、天皇大帝、關聖帝君等紛紛成為佛家崇祀的護法神。
值得注意的是，歷來許多儒者，如韓愈、司馬光排斥佛教，故反對三教合一。程朱理學於南宋興起後，反對聲浪漸消，但佛、道則融合更速。
中国民间信仰的教派三一教，即主张三教合一的信仰。

## 景點
山西著名的悬空寺有“三教殿”主殿，内供奉孔子、老子、释迦牟尼的塑像。
四大石窟中的大足石刻主要内容就为三教合流。少室山安陽宮主殿洞內祀孔子、老子、釋迦牟尼，門上書：「才分天地人總屬一理，教有儒釋道終歸一途。」